# Wieśniaczka z Vallecas
Wieśniaczka z Vallecas (hiszp. La villana de Vallecas) – komedia Tirsa de Moliny z ok. 1620 roku oparty na pomyśle ukrycia się szlachcianki w stroju wieśniaczki.

## Data powstania utworu
Wieśniaczka z Vallecas powstała ok. 1620 roku, na co wskazuje list czytany w scenie X aktu I datowany na 25 marca 1620 roku. Ukazała się drukiem w Primera parte de las comedias de Tirso de Molina (Pierwszej części komedii Tirsa de Moliny) wydanej w 1627 roku w Madrycie.

## Osoby
| Osoba                     | Jej rola w dramacie                                                 |
| ------------------------- | ------------------------------------------------------------------- |
| Donia Violante            | siostra don Vincenta, zakochana w don Gabrielu, wieśniaczka Teresa  |
| Don Gabriel de Herrera    | szlachcic powracający z wojny w Holandii, podający się za don Pedra |
| Don Pedro de Mendoza      | szlachcic powracający z Meksyku, by poślubić donię Serafinę         |
| Don Vicente               | brat doni Violanty                                                  |
| Don Gomez de Peralta      | ojciec doni Serafiny i don Juana                                    |
| Don Luis                  | kuzyn don Gabriela                                                  |
| Donia Serafina de Peralta | córka don Gomeza, przyrzeczona don Pedrowi                          |
| Don Juan de Peralta       | syn don Gomeza, brat doni Serafiny, zakochany w Teresie             |
| Blas Serrano              | stary piekarz z Vallecas                                            |
| Polonia                   | służąca                                                             |
| Luzon                     | służący don Vicenta                                                 |
| Agudo                     | służący don Pedra                                                   |
| Cornejo                   | służący don Gabriela                                                |
| Aguado                    | służący doni Violanty                                               |

## Czas i miejsce akcji
Rok 1620. Walencja, Arganda, Vallecas, Madryt.

## Treść

### Dzień I
Walencjaː Don Vicente wraca, jak zwykle nad ranem, po nocy spędzonej na grze w karty. Dom zastaje otwarty, na stole list od siostry doni Violanty. Została pohańbiona przez don Pedra de Gonzagę, który obiecał ją poślubić, ale umknął, dlatego ukryła się w klasztorze. Wyjdzie z niego tylko jeśli brat ją pomści. Gospoda w Argandzie, kilkanaście kilometrów od Madrytuː Don Pedro de Gonzaga, który przed kilkoma dniami przybył do Hiszpanii z Meksyku, by pojąć za żonę piękną donię Serafinę, zatrzymuje się na wieczerzę. W gospodzie spotyka don Gabriela, który ukrywa swą tożsamość i cel podróży.
Donia Violante, jako wieśniaczka Teresa, przybywa do Vallecas. Postanowiła osobiście porachować się z wiarołomnym kochankiem. Aguado znalazł dla niej mieszkanie i pracę u piekarza Blasa Serrano. Podał się za jej męża, który musi ukryć żonę przed zemstą rodziny, głęboko dotkniętej popełnionym przez niego mezaliansem. Pojawia się Don Pedro, wściekły, że jego sługa pomylił walizki i zamiast jego własnej, wypełnionej kosztownościami i listami polecającymi, wziął walizkę don Gabriela. Donia Violante wstawia się za sługą. Wspólnie otwierają walizkę, by odnaleźć właściciela. Znajdują portret doni Violante i wiersze do niej. Dowiadują się też czegoś o właścicieluː służył w armii w Holandii. Za zabójstwo musiał jednak opuścić służbę i udać się pod opiekę króla. Nazywa się don Gabriel de Herrera. Don Pedro nabiera otuchy, że odnajdzie go na królewskim dworze i odzyska swą walizkę. Donia Violante cieszy się, że poznała tożsamość swego krzywdziciela i miejsce jego pobytu.

### Dzień II
Don Gabriel zostaje serdecznie przyjęty przez don Gomeza, don Juana i donię Serafinę. Don Juan zakochuje się w Teresie sprzedającej chleb na ulicach Madrytu. Kiedy po domem don Gomeza pojawia się don Pedro, nikt z Peraltów nie daje mu wiary. Ponieważ nikt go nie zna Agudo radzi mu, by napisał do Sewilli o potwierdzenie swej tożsamości. Tymczasem do Madrytu przybywa don Vicente i spotkawszy Agauda wpada w szał. Ten tłumaczy mu, że siostra jest w klasztorze, a on trafił na ślad jej krzywdziciela, don Gabriela i na dowód tego przynosi mu z hotelu, z pokoju don Pedra, listy z zamienionej walizki. Gdy don Pedro ponownie wpada na rodzinę Peraltów dochodzi do sprzeczki między pretendentami do ręki Serafiny, przerwanej przez urzędnika królewskiego, który aresztuje don Pedra na podstawie oskarżenia don Vincenta, opartego na listach, o złamanie słowa danego jego siostrze.

### Dzień III
Donia Violante, we własnej osobie przyjmuje don Luisa, kuzyna don Gabriela. Przekonuje się, że nigdy go nie widział. Wysyła go więc do więzienia, aby wpłacił kaucję i uwolnił don Pedra. Przekonuje go, że to don Gabriel, który uwiódł ją i obiecał się z nią ożenić. Don Luis zobowiązuje się doprowadzić go nazajutrz do kościoła w Vallecaas. Następnie, przebrana za donię Ines, Hiszpankę przybyłą właśnie z Meksyku, oskarża, przebywającego w domu Peraltów don Pedra (czyli don Gabriela) przed don Juanem, że uwiódł ją za oceanem i obiecał poślubić. Don Juan przyrzeka nie dopuścić do ślubu wiarołomcy z siostrą. Niepokoi go jedynie podobieństwo doni Ines do jego ukochanej Teresy.
Don Gabriel, który chce poślubić Serafinę, ale jako szlachcic nie zamierza okradać don Pedra, wysyła sługę, by spieniężył klejnoty znalezione w walizce i zwrócił pieniądze właścicielowi. Donia Violante, jako Teresa, przekazuje Serafinie wiadomość, że była świadkiem umizgów jej don Gabriela do jakiejś szlachcianki. Serafina obiecuje przybyć nazajutrz na jej ślub wraz z don Gabrielem, żeby skonfrontować go z tą kobietą. Don Juanowi Teresa zdradza, że została przymuszona do ślubu z synem swego gospodarza, jeśli jednak przybędzie jutro i zechce ją wziąć za żonę, wyjdzie za niego.
W więzieniu zjawia się strażnik z Cornejem i pyta don Pedra czy jest don Gabrielem. Gdy zdezorientowany więzień przyznaje, otrzymuje 4 tysiące dukatów, czyli równowartość skradzionego majątku. Chwilę potem o to samo pyta go don Luis, oznajmia, że jest jego kuzynem, że zmarł w Grenadzie jego starszy brat, a on został jedynym jego spadkobiercą, że uwalnia go z więzienia i zobowiązuje, by jutro stawił się w Vallecas i poślubił donię Violantę, którą uwiódł. W dzień ślubu zjawiają się wszyscy zaproszeni, a nawet don Vicente. Teresa ujawnia swą tożsamość, ujawnia, że na mocy znalezionych w walizce dokumentów don Gabriel musi ją poślubić. Oddaje don Pedrowi Serafinę. Przeprasza don Juana za żart, na który sobie względem niego pozwoliła. Piekarzowi Blasowi, hojnie wynagradza utratę synowej

## Analiza
Ta komedia intrygi i obyczajów jest uważana za jedną z bardziej uroczych, które napisał Tirso. Jej akcja toczy się żywo, choć bardziej w rytmie powieściowym niż teatralnym. Ozdobą sztuki jest znakomita rola kobieca głównej bohaterki, która daje możliwości błyskotliwej interpretacji aktorkom. Najsłabszy element utworu stanowi postać don Gabriela de Herrey, który bez skrupułów przywłaszcza sobie walizkę don Pedra i jest gotów uciec z jego pieniędzy, gdy tylko zdobędzie przeznaczoną dla niego kobietę, a który następnie, trochę późno, bo w V scenie III dnia zwraca pieniądze, motywując to skądinąd dość wiarygodnieː Temu, który lubi żyć intrygą, już samo to powinno wystarczyć, nie chcę zabierać mu pieniędzy, ale kobietę.
W późniejszym czasie temat podejmował Agustín Moreto (1618-1669), który z nieznacznymi przeróbkami wystawił sztukę pod, bardziej adekwatnym, tytułem La ocasión lace el ladrón (Okazja czyni złodzieja). W wersji Moreta, ze szkodą dla komizmu i realizmu sytuacji scenicznej, donia Violante w swym drugim wcieleniu nie jest chłopką lecz sawantką. Chłopski płaszcz z kapturem, w którym kryje twarz i dialekt wydają się lepiej chronić donię Violantę przed rozpoznaniem, niż okulary i uczone słówka. Szczególnie w scenach z bratem czy zakochanym w niej don Juanem, który porównuje ją z donią Ines. W 1819 roku  Dionisio Solís wystawił w teatrze de la Cruz w Madrycie, własną, uwspółcześnioną wersję Wieśniaczki z Vallecas.